# Partykuła
Partykuła – niesamodzielny (pozbawiony samodzielnego znaczenia) wyraz lub morfem (tzw. wyrazek), nadający wypowiedzeniom zabarwienie znaczeniowe lub uczuciowe. Partykuły są nieodmiennymi częściami mowy. Służą wyrażaniu rozmaitych treści modalnych (np. by tworzące tryb przypuszczający, imperatywne niech), emfazy, nacisku (np. no, -że, ż, por. Chodź no!, Chodźże, Chodźcież wreszcie), ograniczenia (np. jeszcze, już). Partykułami są również elementy negacji (nie) i potwierdzenia (tak).
Rozumienie pojęcia partykuły różni się w zależności od przyjętych konwencji terminologicznych, różnie ujmowanych przez różne szkoły lingwistyczne.

## Rodzaje partykuł
- mnożna: razy
- ograniczająca: tylko
- przecząca: nie, ani (por. Ani mi się śni!)
- przypuszczająca: by, chyba
- pytająca: czy, -li (por. Znaszli ten kraj? Czy muszę to robić?)
- rozkazująca: niech, niechaj
- twierdząca: tak
- wątpiąca: bodajże
- akcentująca: się (por. Pisze się)
- wzmacniająca: -że, -żeż, no, -ż (por. Chodź no! Mówże!)
- życząca: oby (por. Oby się tak stało!)

## Język polski

### Pisownia partykuły „by” oraz „nie”
Partykułę by pisze się łącznie z osobowymi formami czasowników (np. mógłby, zrobiłby), ze spójnikami (np. gdyby, jeśliby) oraz zasadniczo z innymi partykułami (np. niechby, wszakby). Pisownia przy niektórych partykułach budzi jednak kontrowersje (np. dopieroby / dopiero by, możeby / może by).
Poza tym (tzn. w nieosobowych formach czasowników oraz po wszystkich innych częściach mowy) pisze się by osobno, np. skończyć by tę pracę, zbierano by to godzinami, trzeba by coś zjeść, ona by się mądrzej zachowała, którędy by stąd wyjść, dopóty by chodził do przedszkola, coś by się mogło stać, dzik by go dogonił, naga by jeszcze nie była, dokładnie by tego nie opisali, wędzony by się nie nadał, czterech by wpadło do rzeki.
By może zmieniać miejsce w zdaniu, nie zmieniając jego znaczenia, np. Może dałby mi szansę? = Może by mi dał szansę?.
Identyczne reguły pisowni dotyczą by z cząstkami osobowymi (bym, byś, byśmy, byście).
Nie pisze się łącznie z:
- rzeczownikami, np. nieszczęście, niepalenie;
- przymiotnikami w stopniu równym, np. nieładny;
- przysłówkami odprzymiotnikowymi w stopniu równym np. niedobrze.

Nie pisze się rozdzielnie z:
- czasownikami, np. nie lubię;
- przymiotnikami w stopniu wyższym i najwyższym, np. nie ładniejszy, nie najładniejszy;
- przysłówkami niepochodzącymi od przymiotników, np. nie bardzo;
- wszystkimi przysłówkami w stopniu wyższym i najwyższym, np. nie lepiej, nie najlepiej;
- przyimkami, np. nie na, nie w;
- zaimkami, np. nie taki;
- liczebnikami, np. nie pierwszy.

Niektóre wyjątki:
- niejeden (w znaczeniu ‘wielu’), nieswój (w znaczeniu ‘niezdrów’), niewiele, niewielu, nieco, niecoś, niejaki, niektórzy, niekiedy, niezbyt, niegdyś;
- czasowniki: niedowidzieć (‘słabo widzieć’), niedomagać (‘chorować’), niedosłyszeć (‘słabo słyszeć’), nienawidzić;
- wyraźne lub domyślne przeciwstawienia, np. nie przyjaciel, lecz wróg; nie szczęście, ale ciężki los;
- zastosowanie rzeczowników i przysłówków w funkcji orzeczników, np. nie koniec na tym (‘to nie jest koniec’), nie sztuka (‘to nie jest sztuka’) ze słabszym wygrać, mój syn bynajmniej nie leniwy (‘nie jest leniwy’)[7].

### Lista partykuł
a, aby, aby-aby, ać, ady, akurat, ale, ależ, ani, anoć, aż, azaliż, ba, bądź, blisko, bo, bodaj, bodajże, by, być może, byle, bynajmniej, choć, choćby, chociaż, chyba, ci, co prawda, coś, cóż, czy, czyż, czyżby, daj, dokładnie, dopiero, doprawdy, dyć, gdzie, gdyby, gdzież, hę, ino, istotnie, izażem, ja, jakby, jakoś, jedno, jedynie, jeno, jeszcze, jo, już, jużci, lada, leda, ledwie, ledwo, li, mniej więcej, może, na pierwszy rzut oka, na przykład, najmniej, naprawdę, nawet, ni, niby, nie, niech, niechaj, niemal, niemalże, niespełna, niestety, no, no to co, notabene, oby, oczywiście, około, omal, ot, oto, otóż, owszem, oż, pewnie, ponadto, pono, ponoć, potrzeba, powaga, prawie, przeca, przecie, przecież, przeciwnie, przynajmniej, również, rychtig, rychtyk, rzeczywiście, sia, skąd, skądinąd, skądże, snadź, snoci, sobie, tak, także, tam, temu, też, to, toż, trza, tyć, tylko, tymczasem, tyż, warto, wcale, widocznie, więc, włącznie, właściwie, właśnie, wręcz, wszak, wszakże, wszelako, wżdy, z, za, zaiste, zaledwie, zali, zapewne, zaprawdę, zaraz, zarazem, zatem, zawsze, ze, zgoda, zresztą, ża, żeby, żeż